# Пишкинци (Хунедоара)
Пишкинци (рум. Pișchinți) насеље је у Румунији у округу Хунедоара у општини Ромос. Oпштина се налази на надморској висини од 265 m.

## Становништво
Према подацима из 2002. године у насељу је живело 235 становника, од којих су сви румунске националности.